# Flicker fixer
Flicker Fixer — часть аппаратного обеспечения первых бытовых компьютеров, служащая для устранения мерцания (деинтерлейсинга) в кадрах видеосигнала на выходе. Это устройство адаптирует характеристики телевизионного сигнала так, чтобы получить изображение на ЭЛТ-мониторе.

## Принцип действия
Одним из примеров использования интерлейсящих (мерцающих по причинам, о которых сказано ниже) изображений являются чипсеты классических Amiga, по умолчанию ориентированные на вывод экранов в формате PAL или NTSC. Экран телевизионного стандарта PAL или NTSC имеет две области, называемые соответственно чётной и нечётной. Эти области переключаются каждую 1/30 секунды для NTSC или каждую 1/25 секунды для PAL, что позволяет получать более динамичное изображение на экране, чем в том случае, когда экран выводится за это время целиком. Однако в некоторых случаях это приводит к мерцанию изображения (если изображение нестатично, то есть неодинаково в обоих областях кадра).
Совместимость с телевизионными режимами позволяла чипсетам классической Amiga иметь превосходство в сфере нелинейного видеомонтажа и компьютерных игр, однако телевизионные режимы совершенно непригодны при решении офисных задач, в которых необходимо иметь чёткое и по большей части статическое изображение в течение многих часов. Для исправления подобной ситуации были изобретены устройства названные Flicker fixer. Эти устройства представлены платами расширения Amiga и внешними устройствами, подключаемыми между видеовыходом и монитором. Flicker Fixer получили распространение среди пользователей персональных компьютеров, позволяющих выводить телевизионное изображение (по большей части это пользователи классических Amiga, так как остальные, как правило, используют TV-тюнеры, умеющие подавлять мерцание в штатных режимах) и на телевидении.
Flicker fixer получает видео-сигнал от персонального компьютера и запоминает его в небольшом объёме памяти, затем частота полученного видео-сигнала сдвигается (promote  (англ.)) с 15 кГц на 31,5 кГц, после чего изображение может быть показано на любом современном CRT-мониторе в режиме VGA. С удвоением частоты связано другое распространённое название Flicker fixer — Scan Doubler  (англ.). Amiga 3000 содержит в своём чипсете микросхему Amber, которая умеет выполнять эту операцию для любого видео-сигнала. Чипсеты ECS и AGA могут выводить изображение в режимах VGA, однако любое приложение для Amiga программирующее чипсет на физическом уровне не сможет быть показано на современном мониторе без использования устройств подобных Flicker Fixer.